# Carbona
Carbona (en francès Carbonne) és un municipi occità de Volvestre, al Llenguadoc, situat a la regió d'Occitània, departament de l'Alta Garona.
L'autopista A64 passa a prop del poble i hi ha una estació de tren del ferrocarril Tolosa - Baiona. Es troba a la confluència del riu Arize amb la Garona. Hi ha una presa hidroelèctrica situada a la Garona.
L’agricultura basada en el cultiu de cereals (blat de moro, blat…) encara té un lloc important, però tendeix a disminuir a favor de les zones residencials, a causa de la proximitat de l’aglomeració de Tolosa de Llenguadoc.